# Andreas Heraf
Andreas Heraf (ur. 10 września 1967 w Wiedniu) – piłkarz austriacki grający na pozycji pomocnika.

## Kariera klubowa
Heraf wychował się w klubie Graphia Wiedeń. W 1985 roku został zawodnikiem innego klubu ze stolicy Austrii, Rapidu Wiedeń. Wtedy też zadebiutował w jego barwach w austriackiej Bundeslidze. W swoim pierwszym sezonie został z Rapidem wicemistrzem Austrii. Z kolei w 1987 roku sięgnął ze swoim klubem zarówno po mistrzostwo kraju, jak i po Puchar Austrii. W 1988 roku obronił z Rapidem tytuł mistrzowski.
Latem tamtego roku Heraf przeszedł do drużyny First Vienna FC. Nie osiągnął w jej barwach większych sukcesów, a na początku 1991 roku został piłkarzem SV Salzburg. Tam grał tylko przez pół roku i już w letnim oknie transferowym podpisał kontrakt z Vorwärts Steyr. Grał tam do 1994 roku i na rok trafił do niemieckiego drugoligowca, Hannover 96, z którym nie zdołał wywalczyć awansu do pierwszej ligi.
W 1995 roku Heraf wrócił do Rapidu. W 1996 roku został po raz ostatni w karierze mistrzem Austrii. Z kolei w latach 1997–1999 trzykrotnie z rzędu był wicemistrzem kraju. W 2000 roku przeszedł do FC Kärnten i po roku zakończył piłkarską karierę.

## Kariera reprezentacyjna
W reprezentacji Austrii Heraf zadebiutował 24 kwietnia 1996 roku w wygranym 2:0 towarzyskim spotkaniu z Węgrami. W 1998 roku został powołany przez Herberta Prohaskę do kadry na Mistrzostwa Świata we Francji. Był tam rezerwowym i nie zagrał ani minuty. Ostatni mecz w kadrze narodowej rozegrał w tym samym roku. W reprezentacji Austrii wystąpił 11 razy i zdobył jednego gola.

## Kariera trenerska
Po zakończeniu kariery piłkarskiej Heraf został trenerem. W latach 2003–2005 szkolił piłkarzy Austrii Lustenau. Następnie przez krótkie okresy czasu trenował takie kluby jak SC Schwanenstadt (sierpień 2005 - grudzień 2005), FC Superfund (styczeń 2006 – marzec 2006), ponownie SC Scwahnenstadt (lipiec 2006) oraz SC/ESV Parndorf (listopad 2007). W 2008 roku przejął reprezentację Austrii do lat 19.